# 1999년 칸 영화제
제52회 칸 영화제는 1999년 5월 12일부터 1999년 5월 23일까지 열린 영화제이다. 사회자는 크리스틴 스콧 토마스이다.

## 수상

### 황금종려상
- 로제타 - 뤽 다르덴 수상
- 몰로취 - 알렉산더 소쿠로프
- 카도쉬 - 아모스 기타이
- 8과 1/2 우먼 - 피터 그리너웨이

### 심사위원대상
- 휴머니티 - 브루노 뒤몽 수상

### 감독상
- 내 어머니의 모든 것 - 페드로 알모도바르 수상

### 각본상
- 몰로취 - 유리 아라보프 수상
- 몰로취 - 마리나 코레네바 수상
- 몰로취 - 알렉산드르 소쿠로프 수상

### 여우주연상
- 휴머니티 - 세브린 카넬레 수상
- 로제타 - 에밀리 드켄 수상

### 남우주연상
- 휴머니티 - 엠마뉴엘 쇼떼 수상

### 황금종려상 단편
- 소풍 - 송일곤 수상